# Chi Húng quế
Chi Húng quế hay chi É (Ocimum) là một chi thực vật có khoảng 35 loài cây thân thảo hay cây bụi sống một năm hoặc lâu năm có hương thơm, thuộc về họ Hoa môi (Lamiaceae), có nguồn gốc ở vùng nhiệt đới và ôn đới ấm của Cựu Thế giới.
Ocimum basilicum (húng quế) là một loại cây gia vị có tầm quan trọng trong ẩm thực, xem trang viết về loài này để có thêm chi tiết.
Ocimum tenuiflorum (hương nhu tía) là một loại cây thần thánh ở Ấn Độ nhưng không được sử dụng nhiều cho các mục đích nấu ăn. Được biết dưới tên gọi tulsi, loài cây này được dùng để thờ cúng thần Vishnu trong một số bộ phận của đạo Hin đu. Một loại trà làm từ lá cây này được sử dụng làm thuốc chữa cảm lạnh ở Ấn Độ.
Húng chanh, cây lai giữa Ocimum americanum với húng quế, là một thành phần phổ biến trong ẩm thực Thái Lan với hương vị mạnh tương tự như mùi của đại hồi, được dùng để tạo hương vị trong các món cari và các món xào.
Ocimum americanum (từ đồng nghĩa Ocimum canum) có nguồn gốc ở châu Phi, mặc dù tên gọi của nó dễ làm cho người ta nghĩ đến nguồn gốc châu Mỹ.
Các loài trong chi Ocimum bị ấu trùng của một số loài thuộc bộ Cánh vẩy (Lepidoptera) phá hoại, chẳng hạn Endoclita malabaricus.

## Các loài
- Ocimum americanum (đồng nghĩa: Ocimum africanum, Ocimum canum, Ocimum pilosum, Ocimum stamineum)
  - Ocimum americanum americanum
  - Ocimum americanum pilosum (đồng nghĩa: Ocimum africanum, Ocimum americanum, Ocimum basilicum (A. J. Paton), Ocimum basilicum anisatum, Ocimum basilicum pilosum, Ocimum basilicum (Doan, không L.), Ocimum basilicum (Hook. f., không L.), Ocimum citratum, Ocimum dichotomum, Ocimum graveolens, Ocimum hispidum, Ocimum minimum, Ocimum menthaefolium, Ocimum pilosum, Ocimum stamineum)
- Ocimum basilicum (đồng nghĩa: Ocimum americanum (Jacq.), Ocimum barrelieri, Ocimum basilicum glabratum, Ocimum basilicum majus, Ocimum bullatum, Ocimum thyrsiflorum, Plectranthus barrelieri) - Húng quế, húng chó, é quế
  - Ocimum basilicum basilicum (đồng nghĩa: Ocimum bullatum, Ocimum integerrinum, Ocimum caryophyllatum, Ocimum basilicum glabratum, Ocimum basilicum majus, Ocimum basilicum thyrsiflorum, Ocimum basilicum difforme, Ocimum basilicum vulgare, Ocimum basilicum bullatum, Ocimum basilicum pelvifolium)
  - Ocimum basilicum latifolium (đồng nghĩa: Ocimum basilicum majus)
  - Ocimum basilicum pilosum - É trắng, trà tiên
  - Ocimum basilicum purpureum (đồng nghĩa: Ocimum basilicum purpurascens, Ocimum basilicum violaceum, Ocimum basilicum purpureum, Ocimum medium, Ocimum nigrum) - Húng tía, húng lá đỏ
- Ocimum campechianum (đồng nghĩa: Ocimum micranthum)
- Ocimum x citriodorum (đồng nghĩa: Ocimum citratum, Ocimum basilicum anisatum, Ocimum dichotomum, Ocimum americanum) - Húng chanh.
- Ocimum filamentosum (đồng nghĩa: Ocimum adscendens, Ocimum cristatum, Ocimum indicum, Plectranthus indicus).
- Ocimum gratissimum (đồng nghĩa: Geniosporum discolor, Ocimum dalabaense, Ocimum gratissimum iringense, Ocimum superbum, Ocimum trichodon).
  - Ocimum gratissimum gratissimum (đồng nghĩa: Ocimum frutescens, Ocimum gratissimum suave, Ocimum guineense, Ocimum petiolare, Ocimum suave, Ocimum tenuiflorum, Ocimum urticifolium, Ocimum viride, Ocimum viridiflorum) - Hương nhu, hương nhu trắng,
  - Ocimum gratissimum macrophyllum (đồng nghĩa: Ocimum gratissimum) - Hương nhu, é lá to.
- Ocimum kilimandscharicum
- Ocimum minimum (đồng nghĩa: Ocimum minimum minimum, Ocimum basilicum minimum, Ocimum basilicum chamaeleonticum)
- Ocimum polystachyon (đồng nghĩa: Basilicum polystachyon, Lumnitzera polystachya, Moschosma polystachyon, Moschosma tenuiflorum, Ocimum tashiroi, Ocimum tenuiflorum (Blanco, không L.), Ocimum tenuiflorum (Burm. f., không L.), Plectranthus micranthus, Plectranthus parviflorus) - É sạ
- Ocimum selloi: Húng Uruguay
- Ocimum tenuiflorum L. (đồng nghĩa: Geniosporum tenuiflorum, Ocimum album, Ocimum brachiatum, Ocimum flexuosum, Ocimum frutescens, Ocimum gratissimum, Ocimum hirsutum, Ocimum inodorum, Ocimum monachorum, Ocimum sanctum, Ocimum sanctum hirsuta, Ocimum tomentosum, Ocimum villosum, Ocimum virgatum, Plectranthus monachorum, Plectranthus striatus) - É rừng, é tía, é đỏ, húng quế, hương nhu tía, é to, rau quế.